# LAN Management Solution
LAN Management Solution, LMS, es una suite de herramientas de gestión del fabricante de hardware Cisco, que simplifica la administración, monitorización y troubleshooting de las redes Cisco que gestiona.